# Canal d'irrigation
Pour les articles homonymes, voir canal.

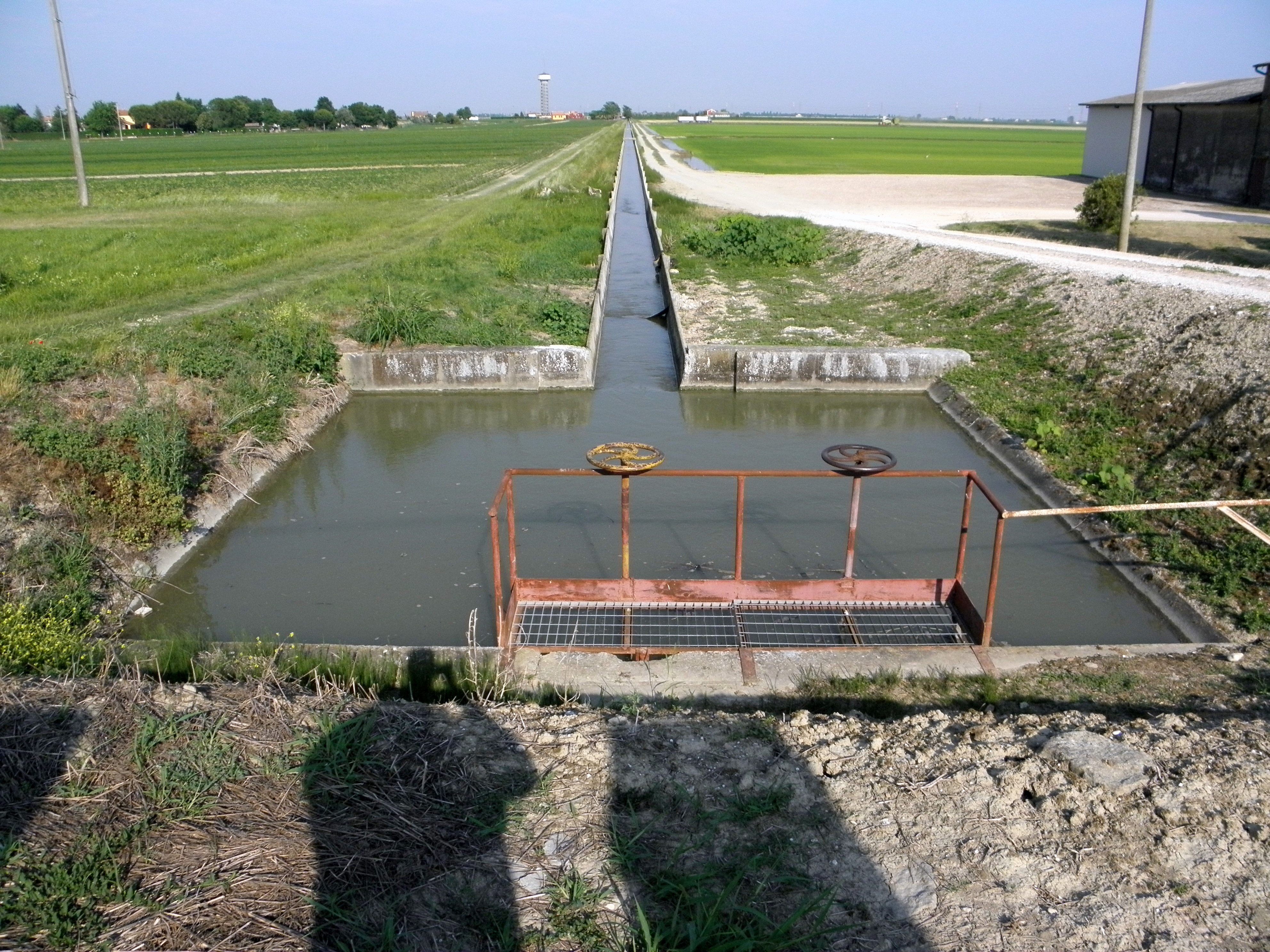
Canal d'irrigation en Italie

Un canal d'irrigation est une voie d’eau artificielle publique ou privée permettant la circulation de l’eau. Les canaux sont parfois en tranchées ou constitués de véritables ouvrages aménagés.

## Histoire
Dans son ouvrage Le Canal de Sainte-Croix, Béatrice Gomez ajoutait, en ce qui concerne l’irrigation, que celle-ci « a été pratiquée dans toutes les régions du monde où il a fallu remédier à la sécheresse provoquée par des précipitations faibles ou irrégulière. En réponse aux contraintes climatiques les hommes ont élaboré depuis des millénaires des méthodes pour arroser leurs cultures en créant des systèmes d’irrigation parfois complexes. Shadouf, noria, vis d’Archimède, puis barrage, les techniques devaient s’adapter et aux cultures ».
Ces ouvrages font partie du paysage façonné par l’homme et présentent des habitats et des espèces de faune et flore spécifiques. Les canaux d’irrigation nécessitent un entretien régulier, mais devenu aléatoire en Occident avec la réduction importante du nombre d’agriculteurs, comme c'est le cas des acequias en Espagne. Les canaux de navigation fluviale, eux, n’ont pas été délaissés car ils sont restés dans le système économique.

## Description
Un canal d'irrigation peut être assimilé à une rivière canalisée par voie artificielle. Une des différences importantes est cependant que le débit et donc également le gabarit de la rivière augmentent de l'amont vers l'aval du fait des apports naturels de ses affluents, alors que le canal d'irrigation a un débit et un gabarit qui diminuent de l'amont vers l'aval du fait des prélèvements des divers usagers.
Le canal d'irrigation a pour but de détourner une partie de l'eau d'une rivière de son cours normal pour des besoins humains et multiples : d'irrigation, d'eau potable, sanitaires, de production d'électricité.
Les canaux d'irrigation sont équipés d'ouvrages hydrauliques (vannes, seuils) qu'il convient de gérer de manière manuelle ou automatique afin de garantir des niveaux, des débits et/ou des volumes en certains points importants. Les objectifs de cette gestion sont par exemple d'éviter les débordements, de garantir une alimentation correcte des prises d'eau et d'économiser l'eau.
Le BRGM a étudié sur de très nombreux sites les phénomènes de réalimentation des aquiferes par les canaux d’irrigation. Cet effet, permet aux nappes phréatiques de rester hautes et de maintenir un certain niveau aux rivières par ce soutien à l’étage en periode sèche,.D’autres études partout dans le monde, montrent de manière identique, ces realimentions de nappes par les canaux d’irrigation.

## Quelques canaux d'irrigation célèbres
| - canal de la Durance - Canal de Sainte-Croix dans le Var, France - canal de la Neste en France dans les Pyrénées. - canal de Provence dans le Verdon, France - canal du Verdon à Aix-en-Provence, France - canal de Marseille, France - canal d'Istres - canal de Saint-Martory - canal de Craponne - canal de l’Union Boisgelin-Craponne - canal du Congrès des Alpines | - canal Jean Natte à Hyères - canal de Gignac - canal Saint-Julien - Canal des moines à Aubazine - Canal Émilien Romagnol dans la plaine du Pô en Italie - Canal de Savena - Canal Navile, province de Bologne en Italie - canal de Gap, bassin gapençais, France - canal de Ventavon - Canal du Subei, nord du Jiangsu, Chine |